# Wereldkampioenschappen tafeltennis 1991
De wereldkampioenschappen tafeltennis 1991 werden van 24 april t/m 6 mei gehouden in de Japanse stad Chiba. Het was de 41e editie van het toernooi.
Op het programma stonden zeven onderdelen:
- Enkelspel mannen. Regerend kampioen was  Jan-Ove Waldner.
- Enkelspel vrouwen. Regerend kampioen was  Qiao Hong.
- Dubbelspel mannen. Regerend kampioenen waren  Steffen Fetzner en  Jörg Roßkopf.
- Dubbelspel vrouwen. Regerend kampioenen waren  Deng Yaping en  Qiao Hong.
- Gemengd dubbel. Regerend kampioenen waren  Yoo Nam-kyu en  Hyun Jung-hwa.
- Team mannen. Regerend kampioen was  Zweden.
- Team vrouwen. Regerend kampioen was  China.

De winnaars mogen zich voor twee jaar wereldkampioen noemen. De verliezend finalist ontvangt de zilveren medaille. De verliezers van de halve finales ontvangen de bronzen medaille op de individuele onderdelen. Bij de teams wordt er wel om de bronzen plak gestreden door de verliezende halvefinalisten.

## Medailles

### Medaillewinnaars
| Onderdeel        | Goud                                                                             | Zilver                                                                  | Brons                                                                              |
| Enkelspel (m)    | Jörgen Persson                                                                   | Jan-Ove Waldner                                                         | Kim Taek-soo Ma Wenge                                                              |
| Enkelspel (v)    | Deng Yaping                                                                      | Li Bun-hui                                                              | Chan Tan Lui Qiao Hong                                                             |
| Dubbel (m)       | Peter Karlsson Thomas von Scheele                                                | Lu Lin Wang Tao                                                         | Erik Lindh Jörgen Persson Andrej Mazoenov Dmitri Mazoenov                          |
| Dubbel (v)       | Chen Zihe Gao Jun                                                                | Deng Yaping Qiao Hong                                                   | Ding Yaping Li Jun Hu Xiaoxin Liu Wei                                              |
| Dubbel (gemengd) | Wang Tao Liu Wei                                                                 | Xie Chaojie Chen Zihe                                                   | Kim Song-hui Li Bun-hui Kalinikos Kreanga Otilia Bădescu                           |
| Team (m)         | Zweden Mikael Appelgren Peter Karlsson Erik Lindh Jörgen Persson Jan-Ove Waldner | Joegoslavië Zoran Kalinić Ilija Lupulesku Zoran Primorac Robert Smrekar | Tsjecho-Slowakije Milan Grman Tomáš Janči Petr Javurek Petr Korbel Roland Vimi     |
| Team (v)         | Verenigd Korea Hong Cha-ok Hyun Jung-hwa Li Bun-hui Yu Sun-bok                   | China Chen Zihe Deng Yaping Gao Jun Qiao Hong                           | Frankrijk Emmanuelle Coubat Sandrine Derrien Xiaoming Wang-Dréchou Agnès Le Lannic |

### Medailleklassement
Dubbelparen uit verschillende landen gelden ieder als 0,5.
| Plaats | Land              | Goud | Zilver | Brons | Totaal |
| 1      | China             | 3    | 4      | 4     | 11     |
| 2      | Zweden            | 3    | 1      | 1     | 5      |
| 3      | Verenigd Korea    | 1    | 1      | 2     | 4      |
| 4      | Joegoslavië       | 0    | 1      | 0     | 1      |
| 5      | Frankrijk         | 0    | 0      | 1     | 1      |
| 5      | Hongkong          | 0    | 0      | 1     | 1      |
| 5      | Sovjet-Unie       | 0    | 0      | 1     | 1      |
| 5      | Tsjecho-Slowakije | 0    | 0      | 1     | 1      |
| 9      | Griekenland       | 0    | 0      | 0,5   | 0,5    |
| 9      | Roemenië          | 0    | 0      | 0,5   | 0,5    |
| Totaal | Totaal            | 7    | 7      | 12    | 26     |